# Jędrzej Krakowski
Jędrzej Wojciech Krakowski (ur. 3 maja 1940 w Radomsku, zm. 30 listopada 2022 w Katowicach) – polski ekonomista, doktor habilitowany nauk ekonomicznych, ambasador RP w Seulu w latach 1990–1994, a w latach 1994–1996 doradca ministra spraw zagranicznych w Departamencie Studiów i Planowania MSZ.

## Wykształcenie i praca naukowa
W latach 1959–1964 studiował w Wyższej Szkole Ekonomicznej w Krakowie. Pracę magisterską Światowy rynek miedzi obronił w 1964. W 1972 na podstawie pracy Zastosowanie kursu walutowego jako instrumentu polityki gospodarczej uzyskał stopień doktora. Habilitację dostał w 1996 na podstawie pracy Wymienialność walut – Zasady i praktyka Międzynarodowego Funduszu Walutowego.
Stanowiska akademickie, jakie piastował Krakowski to m.in. profesor Wyższej Szkoły Zarządzania i Marketingu w Sosnowcu, profesor Uniwersytetu Śląskiego, w latach 2002–2004 profesor Górnośląskiej Wyższej Szkoły Przedsiębiorczości, w latach 1996–2005 dyrektor Ośrodka Studiów Europejskich Uniwersytetu Śląskiego, a także kierownik Zakładu Międzynarodowych Stosunków Ekonomicznych w Akademii Ekonomicznej w Katowicach w latach 1979–1981 i powtórnie od 1989.
W latach 80. XX w. pracował w Australii na następujących stanowiskach: wykładowca w Griffith University w Brisbane, w latach 1984–1985 kontraktowy pracownik badawczy w Research School of Social Sciences w The Australian National University w Canberze oraz wykładowca Ekonomiki Porównawczej w Canberra College of Advanced Education, w latach 1988–1989 samodzielny pracownik badawczy w Research School of Social Sciencies, The Australian National University w Canberze.
Został wykładowcą Wyższej Szkoły Humanitas w Sosnowcu.

## Stanowiska pozaakademickie
W młodości należał do Związku Młodzieży Socjalistycznej, w 1963 wstąpił do Polskiej Zjednoczonej Partii Robotniczej. W 1968 otrzymał naganę z ostrzeżeniem za popieranie protestów marca 1968. Współpracował z Komitetem Obrony Robotników, m.in. kolportując czasopisma. Od 1967 był inwigilowany przez Służbę Bezpieczeństwa. W latach 1972–1974 komandor Katowickiego Yacht Klubu AZS, w latach 1980–1981 wiceprzewodniczący Komitetu Założycielskiego NSZZ „Solidarność” w Akademii Ekonomicznej w Katowicach, doradca I Krajowego Zjazdu NSZZ „Solidarność”. Od grudnia 1981 do maja 1982 internowany w obozie w Szerokiej, poddawano go także rewizjom i pozbawiono zatrudnienia. Był także kierownikiem zespołu doradców Rady Współpracy Samorządów Pracowniczych w Katowicach, zastępcą redaktora naczelnego „Trybuny Samorządu Robotniczego”, komentatorem ekonomicznym „Gazety Krakowskiej”, sekretarzem naukowym Katowickiego Oddziału Polskiego Towarzystwa Ekonomicznego. W przedziale lat 1987–2002 piastował następujące funkcje: inicjator i członek zarządu The Australian "Solidarity with Poland" Fund, członek zarządu Fundacji Polska Praca, członek Prezydium Rady Krajowej Unii Pracy (w 1998 wystąpił z Unii Pracy), członek Rady Nadzorczej Fabryki „Fazos” SA w Tarnowskich Górach, członek Rady Banku PKO BP, przewodniczący Rady Nadzorczej Radomskiego Przedsiębiorstwa Przemysłu Drzewnego. Od 2005 przewodniczący Rady Poczty Polskiej.
W 2004 bez powodzenia kandydował z listy Prawa i Sprawiedliwości do Parlamentu Europejskiego, a w 2007 był członkiem Komitetu Honorowego Poparcia tej partii w wyborach parlamentarnych.
W 2010 prezydent RP Lech Kaczyński powołał go na członka Narodowej Rady Rozwoju.
Od 2015 członek partii Razem.

## Odznaczenia
- Krzyż Oficerski Orderu Odrodzenia Polski (2008)[5][6]
- Krzyż Wolności i Solidarności (2016)[7]

## Wybrane publikacje
- Szok poakcesyjny, w: „Polska po przejściach, Barometr społeczno-ekonomiczny 2001–2003”, Stowarzyszenie Studiów i Inicjatyw Społecznych, Warszawa, 2003
- Namysł jest konieczny, (współautor Ryszard Bugaj), Studia i Materiały Nr 3, Stowarzyszenie Studiów i Inicjatyw Społecznych, Warszawa, 2003
- O warunkach akcesji, do Unii Europejskiej, negocjacjach i negocjatorach, Studia i Materiały Nr 3, Stowarzyszenie Studiów i Inicjatyw Społecznych, Warszawa, 2003
- W drodze do Eurolandu czy Eurofederacji? w: „Polskie przemiany. Uwarunkowania i spory”, Stowarzyszenie Studiów i Inicjatyw Społecznych, Warszawa 2002
- Działania na rzecz poprawy sytuacji płatniczej w: „Polska przed nowymi problemami, Barometr społeczno-ekonomiczny”, Stowarzyszenie Studiów i Inicjatyw Społecznych, Warszawa 1999
- Economic transformation in East Central Europe w: „After the Revolution, Democracy in East Central Europe”, ed. Mark Salter
- Life and Peace Institute, Uppsala, 1996
- Wymienialność walut – Zasady i praktyka Międzynarodowego Funduszu Walutowego, PWN, Warszawa 1987,
- Poland's Debt and the IMF, mat. Konferencji Poland's Financial Crisis and the West, Center for Russian and East European Studies, University of Michigan, Ann Arbor, 1987
- Centrally Directed Economies and the IMF, ANU Canberra, 1986,
- "Solidarity's" Economic Proposals, Griffith University, School of Social and Industrial Administration, Occasional Paper, No 53, 1984
- Currency Convertibility and the Centrally Planned Economies, wyd. jw. No 54, 1984
- Polish Crisis – An Economic Aspect, wyd. jw. No 55, 1984
- Upłynnienie kursu złotego niebezpieczne i przedwczesne, „Rzeczpospolita”, 19.4.1995
- Lepiej mieć instrument w ręku, „Rzeczpospolita”, 5.5.1995
- Uwolnić kurs od polityki, „Gazeta Wyborcza”, 15.9.1995
- Polska wobec Zachodu, partner czy klient?, „Kultura” Nr 10, 1995
- Deficyt w handlu zagranicznym, „Gazeta Bankowa”, 26.1.1997
- Barwy konkurencyjności, „Gazeta Bankowa”, 9.2.1997
- Inwestycje zagraniczne, Efekt niespodziewany, „Gazeta Wyborcza”, 10.7.1997
- Groźba załamania, „Życie”, 24.7.1997
- Monetarystyczne zaklęcia, „Życie”, 12.8.1997
- Systemowa słabość eksportu, „Rzeczpospolita”, 4.9.1997
- Czy Polsce grozi kryzys walutowy?, „Gazeta Wyborcza”, 25.2.1998
- Liczą się warunki (o inwestycjach zagranicznych), „Europa”, 2/98
- Dajmy szansę eksportowi, „Gazeta Wyborcza”, 22.3.1999
- Nie można wiecznie żyć z ujemnym bilansem płatniczym, „Polityka”, 2/2000, 8.1.2000
- Siła złotego jest sztuczna, „Gazeta Wyborcza” 25-26.3 2000
- Kurs nierównowagi, „Rzeczpospolita”, 4.5.2000
- Inwestycje zagraniczne w Polsce, „Kultura” Nr 10, październik 2000
- Wielki sukces czy błąd, „Rzeczpospolita”, 17-18.2.2001
- Spór o prawo dewizowe, „Rzeczpospolita”, 5-6.5.2001
- Zyskać na podatku importowym, „Gazeta Wyborcza”, 12.12.2001
- O skutkach monetaryzmu, „Prawo i Gospodarka, Magazyn finansowy”, 5.8.2002
- Wsparcie dla eksporterów, „Rzeczpospolita”, 26–28.3.2005

Wybrane artykuły naukowe
- Przyszłość Unii Europejskiej. Wnioski z analizy ekonomicznego mechanizmu integracji „Sprawy Międzynarodowe”, Nr 4, 2005
- The Future of the European Union. Conclusions from an Economic Analysis of the Integration Mechanism „The Polish Quarterely of International Affairs”, Autumn 2005
- Czy sprostamy konkurencji na rynku Unii Europejskiej? „Sprawy Międzynarodowe”, Nr 1, 1997
- Can Poland Compete on the European Union Market? „The Polish Quarterly of International Affairs”, No.1, 1997
- Czy inwestować w miedź?, „Handel Zagraniczny” Nr 3, 1966
- Rachunek efektywności handlu zagranicznego w Polsce, „Zeszyty Naukowe WSE w Katowicach”, Nr 3, 1968
- Kierunki zmian w metodach powiązań z zagranica systemu ekonomicznego Polski, „Zeszyty Naukowe WSE w Katowicach”, Nr 1, 1969
- Problemy wprowadzenia kursu walutowego, „Zeszyty Naukowe WSE w Katowicach”, Nr 1, 1971
- System planowanie handlu zagranicznego w warunkach działania kursu Walutowego, „Handel Zagraniczny” Nr 4, 1972
- Instrumenty uzupełniające działanie kursu walutowego, „Handel Zagraniczny”, Nr 2, 1972
- Integracja ekonomiczna krajów socjalistycznych i jej mechanizm, „Zeszyty Naukowe WSE w Katowicach”, Nr 1, 1972
- Jednolitość kursu walutowego, „Handel Zagraniczny”, Nr 3, 1974
- Reforma kierowania handlem zagranicznym w Polsce, „Zeszyty Naukowe WSE w Katowicach”, Nr 3, 1974
- System kierowania handlem zagranicznym w ocenie przedsiębiorstw eksportujących, (współautor), „Handel Zagraniczny”, Nr 9, 1977
- O sztuce posługiwania się kursem walutowym, „Handel Zagraniczny”, Nr 7–8, 1980
- Międzynarodowy Fundusz Walutowy – zasady tworzenia i wykorzystywania jego zasobów, „Handel Zagraniczny”, Nr 5, 1981
- Koncepcje wymienialności walut w Umowie o Międzynarodowym Funduszu Walutowym, „Handel Zagraniczny”, Nr 2, 1983
- Specjalne Prawa Ciągnienia, Funkcje, zasady rozdziału i kasacji oraz wartość SDR, „Handel Zagraniczny”, Nr 11–12, 1983
- Specjalne Prawa Ciągnienia, Rodzaje oraz zasady operacji i transakcji, „Handel Zagraniczny”, Nr 1, 1984
- Wymienialność walut i zasady stosowania ograniczeń płatniczych w Umowie o Międzynarodowym Funduszu Walutowym, „Problemy Prawne Handlu Zagranicznego”, Tom 8, 1984